# Herwig Leirs

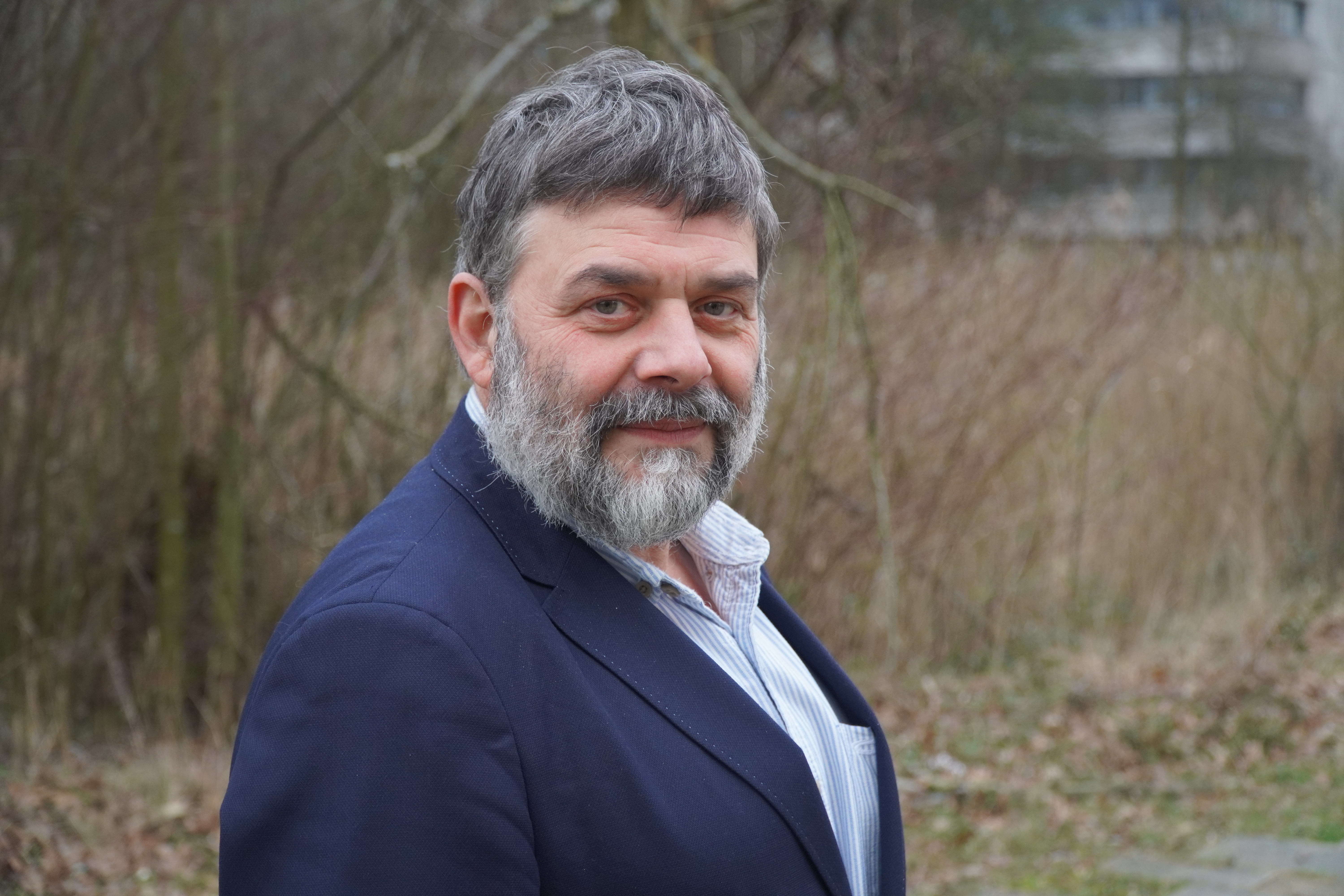
Herwig Leirs in 2024

Herwig Leirs (Turnhout, 22 mei 1963) is een Belgisch bioloog en hoogleraar aan de Universiteit Antwerpen. Hij is aan die universiteit rector sinds 1 september 2024.

## Levensloop
Herwig Leirs volgde middelbaar onderwijs aan het Onze-Lieve-Vrouw-van-Lourdescollege te Edegem, waar hij in 1981 afstudeerde. Daarna volgde hij de richting biologie, specialisatie dierkunde, aan de Universiteit Antwerpen. Tijdens zijn studententijd was hij drie jaar lang praeses van de studentenclub Fabiant. Hij behaalde er in 1985 het diploma van licentiaat in de wetenschappen. In 1992 promoveerde hij tot doctor aan dezelfde instelling. Sinds 1985 bestudeert hij de biologie, (toegepaste) ecologie, epidemiologie en geïntegreerde bestrijding van knaagdieren in verschillende landen in Europa, Afrika en Azië.
Tot 1996 werkte hij als vorser aan de Universiteit Antwerpen. In 1999 werd hij er deeltijds docent en in 2001 voltijds hoogleraar. Sinds 2008 is hij buitengewoon hoogleraar. Hij doceert dierkunde en populatie-ecologie en organiseert tweejaarlijks een tropische veldcursus in samenwerking met de Sokoine University of Agriculture in Tanzania. Van 2009 tot 2015 was hij decaan van de faculteit Wetenschappen en van 2016 tot 2023 was hij voorzitter van de raad van bestuur van de Universiteit Antwerpen. Van 1996 tot 2001 was hij tevens afdelingshoofd en onderzoeker van het Danish Pest Infestation Laboratory (DPIL) in Kopenhagen.
Leirs trad meermaals op als expert voor de Wereldgezondheidsorganisatie en andere internationale organisaties, schreef een monografie en publiceerde meer dan 300 artikels in internationale wetenschappelijke tijdschriften en boeken. Hij is of was ook redactielid van de internationale tijdschriften Mammalia, Belgian Journal of Zoology en Oecologia, en voorzitter van twee internationale congressen over knaagdierbiologie.
Hij is lid van de Koninklijke Academie voor Overzeese Wetenschappen, sinds 2018 voorzitter van de ngo APOPO en sinds 2019 voorzitter van de raad van bestuur van de Koninklijke Maatschappij voor Dierkunde Antwerpen. Hij is ook bestuurder van het Instituut voor Tropische Geneeskunde en de Universitaire Stichting.
In maart 2024 werd Leirs verkozen tot rector van de Universiteit Antwerpen. Het mandaat ging in op 1 september dat jaar.